# Alfredo González Flores
Alfredo González Flores (né le 15 juin 1877 à Heredia – mort le 28 décembre 1962 à Heredia) est un homme d'État, président du Costa Rica du 8 mai 1914 au 27 janvier 1917. 
Il tente d'établir un impôt progressif sur le revenu, projet auquel sont opposés l'oligarchie nationale et les entreprises étrangères. 
Il est renversé par un coup d’État dirigé par son secrétaire d’État à l’Armée et à la Marine, Federico Tinoco Granados. La United Fruit et la Sinclair Oil Company en sont les instigatrices. Sur le conseil de ses ministres, il s’exile aux États-Unis.